# ريموند هير
ريموند آرثر هير (من 3 أبريل 1901 إلى 9 فبراير 1994) كان دبلوماسيًا للولايات المتحدة، وكان يشغل منصب المدير العام للخدمة الخارجية للولايات المتحدة من 1954 إلى 1956 ومساعد وزير الخارجية لشئون الشرق الأدنى وجنوب آسيا من 1965 إلى 1966.

## سيرة شخصية

### السنوات المبكرة 1901-1939
وُلِد ريموند هير في مارتينسبورغ بولاية فرجينيا الغربية في 3 أبريل 1901 ونشأ في ميناء بوثباي، مين. تلقى تعليمه في كلية غرينيل، وحصل على درجة البكالوريوس في عام 1924. بعد الكلية، عرض رئيس غرينيل هير وظيفة في كلية روبرت في اسطنبول وعمل هير كمدرب في كلية روبرت من 1924 إلى 1926. خلال الفترة التي قضاها في إسطنبول، طور سحر الحياة المعمارية الإسلامية طوال حياته وبدأ مجموعة من الملاحظات والصور التي تبرع بها لاحقًا إلى معرض آرثر إم. ساكلر في نهاية حياته المهنية. أمضى عام 1926-1927 في غرفة التجارة الأمريكية في بلاد الشام والاتصال بالقنصلية الأمريكية في إسطنبول.
أعجبت القنصلية بهير، عرضت عليه القنصلية وظيفة في قسمها التجاري، لذلك في عام 1927، سافر إلى واشنطن العاصمة لحضور امتحان الخدمة الخارجية للولايات المتحدة، وبعد نجاحه في الاخباره، بدأ العمل في القنصلية في إسطنبول. في عام 1931، أصبح واحداً من مجموعة مختارة من موظفي الخدمة الخارجية الذين أرسلوا للدراسة في المدرسة الوطنية للغات الشرقية في باريس لدراسة اللغة العربية. أصبح هير في وقت لاحق أحد الدبلوماسيين الأميركيين القلائل في عصره ولديه معرفة عملية باللغة العربية. بعد الانتهاء من دراساته العربية، تم وضعه في بيروت 1932-1933 وفي طهران 1933-1939.

### خلال الحرب العالمية الثانية، 1939-1945
مع اندلاع الحرب العالمية الثانية، في عام 1939، أصبح سكرتير ثاني في السفارة الأمريكية في القاهرة. نظرًا للأهمية الاستراتيجية لمصر خلال الحرب العالمية الثانية، لعب هير دورًا مهمًا في نقل العتاد الأمريكي إلى القوات البريطانية في مصر بموجب برنامج الإعارة والاستئجار. وقد عمل لاحقًا مع قيادة الخليج العربي في نقل العتاد إلى الاتحاد السوفياتي عن طريق شحنه بالسكك الحديدية عبر إيران في أعقاب الغزو الإنجليزي السوفيتي لإيران. خلال الحرب العالمية الثانية، أصبح هير مقتنعًا بالأهمية الاستراتيجية للشرق الأوسط في فترة ما بعد الحرب.
في عام 1944، تم تعيين هير في السفارة الأمريكية في لندن، حيث كان مسؤولاً عن تنسيق السياسة البريطانية والأمريكية تجاه الشرق الأوسط. عاد في وقت لاحق إلى واشنطن العاصمة، حيث عمل مستشارًا في مؤتمر دمبارتون أوكس.

### سنوات ما بعد الحرب في وزارة الخارجية، 1945-1950
تم إرسال هير إلى الكلية الحربية الوطنية في عام 1946 كجزء من برنامج مصمم لتعزيز التعاون بين أعضاء وزارة الخارجية الأمريكية والقوات المسلحة للولايات المتحدة. قبل أن يكمل عامه هناك، تم إعادة تعيينه بشكل مفاجئ إلى نيبال للعمل كنائب لرئيس البعثة. خلال السنوات القليلة التالية، سافر إلى المنطقة بما في ذلك الهند وباكستان. تم التبرع بالملاحظات الميدانية الواسعة التي احتفظ بها، بما في ذلك المقابلات مع الزعماء السياسيين والإقليميين الإقليميين، في وقت لاحق لجامعة كولومبيا.
أصبح هير رئيس شعبة شؤون جنوب آسيا في وزارة الخارجية في عام 1947؛ نائب مدير مكتب شؤون الشرق الأدنى وأفريقيا في عام 1948؛ ونائب مساعد وزير الخارجية لشؤون الشرق الأدنى وجنوب آسيا وأفريقيا في عام 1949. وبصفته الأخيرة، قام هير بصياغة الإعلان الثلاثي لعام 1950 والتفاوض بشأنه، والذي بموجبه وافق البريطانيون والفرنسيون والولايات المتحدة على الحد من مبيعات الأسلحة إلى الشرق الأوسط في أعقاب الحرب العربية الإسرائيلية عام 1948.

### سفير 1950-1954
في عام 1950، قام رئيس الولايات المتحدة هاري إس ترومان بترشيح هير كسفير للولايات المتحدة في المملكة العربية السعودية، وبعد تأكيد مجلس الشيوخ، تم تعيينه في 20 سبتمبر 1950. قدم السفير هير أوراق اعتماده للحكومة السعودية في 24 أكتوبر 1950. كان هير سفيرًا كما بدأ النفط بالتدفق في المملكة العربية السعودية. في جدة، أنشأ علاقة مع عبد العزيز آل سعود في المملكة العربية السعودية، رغم أنه لم يتعامل مباشرة مع قضايا النفط لأن أرامكو تعاملت مع علاقاتها مع العائلة المالكة السعودية. ومع ذلك، تم تكليف هير بإقناع السعوديين بالسماح للولايات المتحدة بالوصول إلى المنشآت العسكرية في الظهران. كان ناجحا في التفاوض على اتفاق تمديد الإقامة في عام 1952؛ كجزء من الصفقة للسماح للقوات الأمريكية بالبقاء في الظهران، زودت الولايات المتحدة المملكة العربية السعودية بعدد من الطائرات التي شكلت الأساس لما أصبح سلاح الجو الملكي السعودي. خلال نزاع عام 1953 حول ملكية واحة البريمي، أقنع هير البريطانيين والسعوديين بالموافقة على اتفاق الجمود على الرغم من أنه لم يتمكن في نهاية المطاف من نزع فتيل الأزمة.
تم إنهاء تعيين هير في المملكة العربية السعودية في 3 يوليو 1953 عندما رشح الرئيس دوايت أيزنهاور سفير الولايات المتحدة في لبنان. بعد أقل من عام، تم استدعائه إلى واشنطن العاصمة ليصبح المدير العام للخدمة الخارجية للولايات المتحدة.

### مدير عام وزارة الخارجية الأمريكية، 1954-1956
خلال حقبة مكارثي، تعرضت وزارة الخارجية الأمريكية لانتقادات شديدة. عيّن الرئيس أيزنهاور لجنة المعصم للتوصية بإجراء تغييرات على الطريقة التي تم بها تعيين موظفي وزارة الخارجية وتنظيمهم وترقيتهم. أوصت لجنة المعصم بإدخال تغييرات جذرية على وزارة الخارجية الأمريكية. حتى ذلك الحين، عرضت وزارة الخارجية طريقين متميزين لمسؤولي وزارة الخارجية: كموظفين ميدانيين في الخارج، أو كموظفين مكتبيين في واشنطن. أوصت لجنة المعصمين بنظام جديد من شأنه أن يرى الدبلوماسيين يتناوبون بين المناصب الأجنبية والمواقع في واشنطن. كمدير عام للخدمة الخارجية، تم تكليف هير في الخدمة الخارجية.

### السفير 1956-1965
في يوليو 1956، أعلن وزير خارجية الولايات المتحدة جون فوستر دالاس أن الولايات المتحدة ألغت تمويل سد أسوان، مما أدى إلى أزمة السويس. في منتصف هذه الأزمة، فقد دوليس ثقته في سفير الولايات المتحدة في مصر هنري أ. بيرواد، وكجزء من مجموعة واسعة من مسؤولي وزارة الخارجية الأمريكية في الشرق الأدنى، تم تعيين هير سفيراً لدى مصر ليحل محل بيروايد. وصل السفير هير إلى القاهرة قبل وقت قصير من اندلاع حرب السويس، وقدم أوراق اعتماده للحكومة المصرية في 25 سبتمبر 1956. خلال أيامه الأولى في مصر، أشرف هير على إجلاء المواطنين الأمريكيين من مصر. كما أقام علاقة مع جمال عبد الناصر، والتقى كثيرًا وبشكل مطول مع ناصر أثناء الحرب. وأبلغ ناصر أن الولايات المتحدة لن تقدم مساعدات عسكرية لمصر، لكنه وعد بالعمل من خلال الأمم المتحدة لتأمين السلام. احتفظ هير بمذكرات موسعة عن لقاءاته مع ناصر خلال الحرب. كان هير حاضراً في مصر لرؤية إنشاء الجمهورية العربية المتحدة في عام 1958.
مع الإطاحة بالمملكة العراقية في يوليو 1958 (ثورة 14 يوليو)، كانت السياسة الأمريكية هي دعم حكومتي الأردن ولبنان. عارض هير التدخل العسكري الأمريكي في أزمة لبنان عام 1958، بحجة أنه تسبب في أضرار لا يمكن إصلاحها لسمعة الولايات المتحدة في المنطقة (كانت الولايات المتحدة تتمتع بسمعة طيبة سابقًا). أصبح هير مدافعا قويا عن القانون العام 480، وهو برنامج مصمم لتوفير المساعدات الغذائية لمصر في محاولة لبناء النوايا الحسنة وإحباط النفوذ السوفيتي في مصر.
كان هير سفير الولايات المتحدة في شمال اليمن في عام 1959، ثم عاد إلى وزارة الخارجية في واشنطن في عام 1960. في وقت لاحق من عام 1960، هددت تركيا بغزو قبرص، وفي منتصف الأزمة، تم تعيين هير سفيرًا للولايات المتحدة في تركيا. لقد لعب دوراً حاسماً في إقناع الحكومة التركية بعدم غزو قبرص، على الرغم من أن جهوده تلاشت في وقت لاحق تقريبًا برسالة صاغها الرئيس ليندون جونسون. كان هير سفيرا لدى تركيا حتى عام 1965.

### مساعد وزير الخارجية لشؤون الشرق الأدنى 1965-1966
رشح الرئيس جونسون هير مساعد وزير الخارجية لشئون الشرق الأدنى وجنوب آسيا في عام 1965. شغل هير هذا المنصب في الفترة من 22 سبتمبر 1965 حتى تقاعده من الخدمة الحكومية في 30 نوفمبر 1966. خلال هذا الوقت كان غير قادر على منع التهرب من برنامج القانون العام 480 الذي دعمه بحماس شديد.

### التقاعد 1966-1994
كان هير رئيس معهد الشرق الأوسط من عام 1966 إلى عام 1969. في التقاعد، رأى ابنه بول جوليان هير (مواليد عام 1937)، ويحقق أيضًا نجاحًا كدبلوماسي، حيث عمل كسفير للولايات المتحدة في زامبيا من 1985 إلى 1988.
عاش في واشنطن العاصمة حتى وفاته من الالتهاب الرئوي في 9 فبراير 1994.

## روابط خارجية
- ريموند هير على موقع مونزينجر (الألمانية)
- ريموند هير على موقع إن إن دي بي (الإنجليزية)
- نيويورك تايمز نعي